# Oued Fragha
Oued Fragha là một đô thị thuộc tỉnh Guelma, Algérie. Dân số thời điểm năm 2002 là 6.636 người.